# Ottokar Lorenz (Historiker, 1905)
Ottokar Lorenz (* 24. Mai 1905 in Coburg; † nach 1943) war ein deutscher nationalsozialistischer Wirtschaftshistoriker und Funktionär der Hitlerjugend.

## Herkunft
Lorenz Eltern waren Marie, geb. Müller und der Münchener Musikwissenschaftler Alfred Ottokar Lorenz, die 1902 geheiratet hatten. Seine Mutter war Tochter von Wilhelm Müller und Marianne Fürbringer. Sein Vater war Sohn des gleichnamigen Wiener Historikers Ottokar Lorenz.

## Leben
Lorenz trat bereits 1923 in die Nationalsozialistische Deutsche Arbeiterpartei und die Sturmabteilung ein. Er beteiligte sich in München am Hitlerputsch, wo er durch einen Streifschuss leicht an einer Hand verletzt wurde. Später wurde ihm dafür die Medaille zur Erinnerung an den 9. November 1923 verliehen. Nach Neugründung der NSDAP trat Lorenz zum 4. April 1925 erneut bei (Mitgliedsnummer 546).
Lorenz versuchte zunächst, in München bei Hermann Oncken zu promovieren, doch dieser lehnte ab, dass an seinem Lehrstuhl eine gegen Karl Marx gerichtete Polemik erscheint. Daraufhin wurde Arnold Oskar Meyer in Göttingen Betreuer der Dissertation. 1928 kehrte Lorenz mit Meyer nach München zurück, als dieser Nachfolger des nach Berlin berufenen Oncken wurde. Lorenz versuchte in der Auseinandersetzung mit Marx und Engels den Begriff der „schaffenden Stände“ zu begründen.
Im Jahr 1931 wurde Lorenz zum Referenten für Presse und Propaganda im wirtschaftspolitischen Amt der neuen Münchner Zentrale der NSDAP berufen. 1932 wurde er Leiter des wirtschaftspolitischen Referats der Reichsjugendführung mit dem Rang eines Gebietsführers der Hitlerjugend. Zudem leitete er die wirtschaftswissenschaftliche Gruppe im Nationalsozialistischen Deutschen Studentenbund.
Er war mit dem Historiker Walter Frank befreundet, den er als Student im Seminar von Karl Alexander von Müller kennengelernt hatte. Lorenz und Frank waren zusammen Mitarbeiter bei der 1929 gegründeten Zeitung Akademischen Beobachter, einer Studentenausgabe des Völkischen Beobachters. Frank hegte seit Mitte der 1920er Jahre eine Feindschaft gegen Oncken, und sorgte im Jahr 1935 mit Angriffen im Völkischen Beobachter für Onckens Zwangsemeritierung.
Frank wurde Leiter des 1935 neugegründeten Berliner Reichsinstitut für Geschichte des neuen Deutschlands, in dessen Sachverständigenbeirat er Lorenz berief. Innerhalb des Reichsinstituts unterstützte Lorenz Frank in einem Machtkampf gegen Wilhelm Grau.
Bei der Reichstagswahl 1938 kandidierte Lorenz auf der einzig zugelassenen „Liste des Führers“, ohne ein Reichstagsmandat zu erhalten. Vonseiten der Hitlerjugend, die führenden Mitgliedern nur die Heirat „erblich vollwertiger Partner“ gestattete, erteilte der Reichsjugendführer im Oktober 1938 eine öffentliche Heiratsgenehmigung für Lorenz und Dorothea Jendryssel. 1939 schied er aus der Reichsjugendführung aus und wurde zusammen mit Wolfgang Höfler von Frank mit der Leitung des Hauptreferats für Volkswirtschaftslehre und Wirtschaftsgeschichte am Reichsinstitut beauftragt. Zugleich begann Lorenz am Reichsinstitut das Buchprojekt einer „nationalsozialistischen Volkswirtschaftslehre“. Später wurde das Thema geändert und das Buch sollte nun „deutsches, englisches und jüdisches Wirtschaftsdenken“ behandeln. Lorenz erhielt für sein Vorhaben eine hohe Forschungsvergütung von monatlich 500 Reichsmark und wurde ab 1941 als unabkömmlich zurückgestellt.
Das Reichsinstitut vertrat einen antisemitischen Nationalismus und beteiligte sich an dessen Propagierung. Daher erschienen während des Zweiten Weltkrieges Artikel von Lorenz auch in der deutschsprachigen europäischen Tagespresse.
Lorenz unterstützte Frank erneut im Herbst 1941 bei dessen Machtkampf mit Alfred Rosenberg. Nachdem der Archivar und der Bibliothekar zum Militär einberufen worden waren, wurde Lorenz im April 1943 zum Geschäftsführer des inzwischen von Berlin nach München umgezogenen Reichsinstituts ernannt. Im Sommer 1943 wurde ein Kapitel „Adam Smith als Vertreter der britischen Plutokratie“ aus Lorenz’ geplantem Buch vorveröffentlicht, das aber nicht mehr erschien.

## Schriften (Auswahl)
- Karl Marx als Schrittmacher des Kapitalismus, mit einer Einführung von August Winnig, Süddeutsche Monatshefte, Band 25 (1928), Nr. 5
- Der Begriff der Bourgeoisie bei Marx und Engels, Dissertation, München 1930
  - auch als: Karl Marx und der Kapitalismus. Eine Untersuchung über die Grundbegriffe der marxistischen Klassenkampflehre, Hanseatische Verlags-Anstalt, Hamburg 1937 (Schriften des Reichsinstituts für Geschichte des neuen Deutschlands 6)
- Der Marxismus, Eher, München 1931 (Nationalsozialistische Bibliothek 27)
- Die Beseitigung der Arbeitslosigkeit, Wirtschaftspolitischer Verlag, Berlin 1932 (Nationalsozialistische Wirtschaftspolitik 1)
- mit Robert Ley und Franz Hochstetter Herausgabe von: Der Weg zum Nationalsozialismus, Band 2. Die Überwindung des Marxismus durch den deutschen Sozialismus Adolf Hitlers, Militär-Verlag, Berlin 1934
- Um eine neue Wirtschaftswissenschaft. 2 Reden und 12 Thesen, Berlin 1936
- Die deutsche Arbeiterbewegung, Verlag für Militärgeschichte und Deutsches Schrifttum, 1938 (Deutsche Schriften 1)
- Wirtschaft und Rasse, Eher, München 1939 (Nationalsozialistische Wissenschaft 7)
- Adam Smith als Vertreter der Britischen Plutokratie, in: Reich und Reichsfeinde, Band 4, Reichsinstitut für Geschichte des neuen Deutschlands, 1943, S. 71–184